# Amares
Amares és un municipi portuguès, situat al districte de Braga, a la regió del Nord i a la Subregió del Cávado. L'any 2001 tenia 18.521 habitants. Es divideix en 24 freguesies. Limita al nord i nord-est amb Terras de Bouro, al sud-est amb Vieira do Minho i Póvoa de Lanhoso, al sud amb Braga i al nord-oest amb Vila Verde.
| Població del concelho de Amares (1801 – 2004) | Població del concelho de Amares (1801 – 2004) | Població del concelho de Amares (1801 – 2004) | Població del concelho de Amares (1801 – 2004) | Població del concelho de Amares (1801 – 2004) | Població del concelho de Amares (1801 – 2004) | Població del concelho de Amares (1801 – 2004) | Població del concelho de Amares (1801 – 2004) | Població del concelho de Amares (1801 – 2004) |
| --------------------------------------------- | --------------------------------------------- | --------------------------------------------- | --------------------------------------------- | --------------------------------------------- | --------------------------------------------- | --------------------------------------------- | --------------------------------------------- | --------------------------------------------- |
| 1801                                          | 1849                                          | 1900                                          | 1930                                          | 1960                                          | 1981                                          | 1991                                          | 2001                                          | 2004                                          |
| 5411                                          | 8030                                          | 12746                                         | 13878                                         | 16845                                         | 16478                                         | 16715                                         | 18521                                         | 19290                                         |

## Freguesies
- Amares
- Barreiros
- Besteiros
- Bico
- Caires
- Caldelas
- Carrazedo
- Dornelas
- Ferreiros
- Figueiredo
- Fiscal
- Goães
- Lago
- Paranhos
- Paredes Secas
- Portela
- Prozelo
- Rendufe
- Santa Maria do Bouro
- Santa Marta do Bouro
- Sequeiros
- Seramil
- Torre
- Vilela